# 아포칼립스 호텔
《아포칼립스 호텔》(일본어: アポカリプスホテル 아포카리푸스 호테루[*])은 사이버에이전트와 CygamesPictures의 공동 기획에 의한 일본의 오리지널 텔레비전 애니메이션이다. 2025년 4월부터 6월까지 닛폰 TV 등에서 방송되었다.

## 줄거리
미지의 양치식물 유래로 여겨지는 바이러스 유사 물질의 대기중 농도 증가로 인해 존망의 위기에 처한 인류가, 지구를 탈출한 지 오랜 세월이 경과했다. 무인이 된 긴자에 있는 호텔 '은하루'에서는, 종업원 로봇 야치요 등이 오너의 귀환과 손님의 내방을 기다리며 나날의 업무를 해내고 있었다. 100년 만에 은하루를 찾은 것은 외계 생명체였지만 야치요는 호텔의 위신을 걸고 손님을 대접하기 위해 분투한다.

## 등장인물
야치요(ヤチヨ)
성우 - 시라스 사호
본작의 주인공. 2157년시점에서는 은하루 지배인 대리를 맡는다. '지구로 돌아갈 때까지 호텔을 부탁한다'는 오너와의 약속을 지키며 손님이 오지 않는 호텔을 계속 운영해 왔다.
일에는 지나치게 진지하고 말이 통하지 않는 외계인에 대해서도 진지하게 대한다. 하지만 샴푸 모자가 없는 것만으로 호텔 존속의 위기라고 흐트러지는 등, 감정적으로 되기 쉬운 일면도 있다. 엑스트라 미션을 달성함으로써 다양한 새로운 기능이 추가된다.
| 화수 | 엑스트라 미션            | 추가 기능     | 내용                                    |
| ---- | ------------------------ | ------------- | --------------------------------------- |
| 2화  | 외계인 접객              | 커피포트      | 입에서 온수를 내다                      |
| 3화  | 손님에게 손대기          | 불꽃          | 정수리에서 불꽃 놀이                    |
| 4화  | 지렁이로 햄버그 만들기   | 프리티 보이스 | 목소리가 귀엽다                         |
| 5화  | 알코올을 에너지로 변환   | 제멋대로 보디 | 외형이 어른스러워진다                   |
| 7화  | 우주 미아 되기           | 자폭          | ？[3]                                   |
| 11화 | 페가수스에게 물리기      | 사시          | 좌우 눈의 눈동자가 코 기둥 근처에       |
| 12화 | 손님을 멍청이라고 욕하기 | 휘파람        | 호기를 이용하여 피리와 같은 소리를 발생 |
도어맨 로봇(ドアマンロボ)
성우 - 토치 히로키
도어맨으로 근무하는 로봇. 문 여닫는 일에 자부심을 가지고 있는 것처럼 묘사되어 있어, 제2화에서 머무는 외계인이 스스로(부딪치듯이 문을 열고) 호텔을 나왔을 때는 '왜 열어 주지 않는 것인가'라고 한탄하고 있었다.
내장의 쿨런트액 부족으로 자주 과열을 일으켜서는 야치요에게 머리로부터 대량의 물을 뿌리고 있었지만, 실제로는 그다지 물이 능숙하지 않아, 1화 후반에서 야치요에게 그것을 밝혔다. 그 때문인지 2화에서 과열되었을 때는, 분무기로 물을 뿌리고 있다.
파리 잡기 로봇(ハエトリロボ)
네모난 몸체에 4켤레의 노란색 소형 로봇. 이마 부분에 글자를 표시할 수 있다. 야치요의 대리로 프런트 업무등을 하기도 한다.
청소 로봇(お掃除ロボ)
원통형 바디에 4켤레의 로봇. 도루묵 같은 것이 내장되어 있다. 노란색과 하늘색 두 종류가 있어 '갑', '을'로 구분되어 있다.
환경 체크 로봇(環境チェックロボ)
성우 - 미키 신이치로
2화부터 등장. 지구를 탈출한 인류에게 지구 환경의 데이터를 계속 보내는 임무를 띠고 있어, 여행자 우주인의 배가 내린 것에 의한 은하루의 주변 환경의 이변을 감지해 왔다(은하루의 종업원 로봇은 아니다). 겉모습은 보통의 상자형 로봇이지만, 거포로 변형하는 기능을 가진다.
오너(オーナー)
성우 - 키노시타 히로유키
은하루의 오너었던 초로의 남성. 인간과 로봇의 공존을 바랐던 마음씨 좋은 인물. 지구를 탈출했을 때 야치요 등에게 호텔 운영을 맡겼다. 다도를 즐기고 있다.
분부쿠(ブンブク)
성우 - 조
3화부터 등장한 너구리 성인 일가의 아버지. 지구인 같은 모습으로 둔갑했지만 참모습은 너구리를 쏙 빼닮았고 꼬리 줄무늬는 라쿤을 닮았다.
마미(マミ)
성우 - 혼다 타카코
너구리 성인 일가의 어머니.
폰코(ポン子)
성우 - 모로호시 스미레
너구리 성인 일가의 장녀.
후구리(フグリ)
성우 - 타무라 무츠미
너구리 성인 일가의 장남으로 폰코의 남동생.
무지나(ムジナ)
성우 - 사카키바라 요시코
너구리 성인 일가의 할머니.
폰스틴(ポンスティン)
성우 - 하나에 나츠키
8화부터 등장. 폰코의 남편. 의사를 하고 있다.
타마코(タマ子)
성우 - 키노 히나
10화부터 등장. 폰코와 폰스틴의 딸.
여행 외계인
성우 - 노즈야마 유키히로
2화에 등장. 약 100년 만에 은하루에 방문한 손님. 선인장과 같은 외모를 한 지구 외 생명체. 야치요와의 대화 수단이 없고, 커뮤니케이션이 어렵다.
촉수 외계인
성우 - 이노우에 카즈히코
5화에 등장. 푸른 아메바와 같은 외모를 가진 외계 생명체. 여행자 외계인의 정보로 은하루를 방문했다. 야치요와는 (폰코로부터 배워 말할 수 있게 된) 우주 공용어로 대화를 실시한다.
촉수 애인
성우 - 신타니 마유미
5화에 등장. 붉은 아메바와 같은 외모를 가진 지구외 생명체. (불륜관계에 있다고 생각되는) 촉수 외계인에 이끌려 은하루를 방문했다.
하르마게돈
성우 - 야마지 카즈히로
6화에 등장. 우주의 문명을 멸망시키고 돌고 있는 흉악한 외계인. 지구는 이미 멸망해 있는 것을 모르고 방문했다.
온화한 외계인
성우 - 아다치 타카히데
10화에 등장. 은하루에 숙박했지만, 수수께끼의 죽음을 맞는다.
험악한 외계인
성우 - 츠다 켄지로
10화에 등장. 테러리스트를 쫓아 지구에 온, 자칭 코즈믹 형사. 은하루에 숙박했지만, 수수께끼의 죽음을 맞는다.
토마리 이오리
성우 - 코마츠 미카코
12화에 등장. 인류의 후손. 지구의 상태를 조사하기 위해 방문하여 은하루에 머물렀다. 바이러스가 잔존하고 있었을 경우에 대비해 우주복을 입은 상태로 내관했지만, 환경 체크 로봇에게서 "바이러스는 특히 구축되어 지금의 지구의 대기는 인류 탈출 전과 같다"고 말해 우주복을 벗는다. 그러나 바이러스에 감염은 하지 않았지만 오랫동안 우주선 생활을 위해 인류의 신체 쪽이 '지구의 대기에 적합하지 못한' 상태로 바뀌었기 때문에 토마리는 알레르기 반응을 일으켜 쓰러져 결국 지구상에서는 우주복을 입고 활동해야 했다.

## 스태프
- 원안 - 호텔 은하루 관리부
- 감독 - 슌도 카나
- 캐릭터 원안 - 타케모토 이즈미
- 시리즈 구성 - 무라코시 시게루
- 애니메이션 캐릭터 디자인 - 요코야마 나츠키
- 컨셉 아트 - 하시모토 마키
- 이미지 보드·세계관 원안 - 오오쿠보 킨이치
- 메카 디자인 - 소노 요시히로
- 서브 캐릭터 디자인 - 아미 케이노스케, 모리토 마리코, 노다 야스유키, 코이케 사토시
- 프롭 디자인 - 아미 케이노스케, 세이겐 히로코, 마키타 미치코, 노다 야스유키
- 미술 설정 - 타카하시 타케유키, 소노 요시히로, 오카베 미스즈, 무라타 히로토
- 미술 감독 - 혼다 코헤이
- 색채 설계 - 스나코 미유키
- 3D 감독 - 나카노 히로노리
- 촬영 감독 - 오카자키 마사하루
- 편집 - 진구지 유미
- 음향 감독 - 이이다 사토키
- 음악 - 후지사와 요시아키
- 음향 제작 - dugout
- 음악 제작 협력 - SCOOP MUSIC
- 프로듀서 - 카바시마 마나미, 에비나 료, 키무라 준, 사노 코이치, 시오타니 나오후미
- 제작총괄 - 타케나카 노부히로
- 애니메이션 프로듀서 - 우에우치 켄타
- 애니메이션 제작 - CygamesPictures
- 제작 - 사이버에이전트, 닛폰 TV, 타케쇼보, 사미, arma bianca
- 제작 간사 - 사이버 에이전트

## 주제가
skirt
aiko에 의한 오프닝 테마. 작사·작곡은 AIKO, 편곡은 시마다 마사노리.
캡슐(カプセル)
aiko에 의한 엔딩 테마. 작사·작곡은 AIKO, 편곡은 시마다 마사노리.
아포칼립스(アポカリプス)
박로미에 의한 제6화 삽입곡. 작사·작곡·편곡은 이소자키 켄지.
폼포코 노래(ぽんぽこうた)
무지나(사카키바라 요시코)에 의한 제9화 삽입곡. 작사는 ma-saya, 작곡·편곡은 카토 유스케.

## 에피소드 목록
| 화수   | 제목                                                                   | 각본            | 그림 콘티         | 연출                                                            | 작화 감독 | 총작화 감독                     | 방송일         |
| ------ | ---------------------------------------------------------------------- | --------------- | ----------------- | --------------------------------------------------------------- | --- | ------------------------------- | -------------- |
| 제1화  | ホテルに物語を 호텔에 이야기를                                         | 무라코시 시게루 | 슌도 카나         | 랴오 청즈                                                       | 오자와 류노스케 모리토 마리코 오카자키 아키라 니이무라 쿄코 | 요코야마 나츠키                 | 2025년 4월 9일 |
| 제2화  | 伝統に革新と遊び心を 전통에 혁신과 재치를                              | 무라코시 시게루 | 모로토미 나오야   | 카와베 신야                                                     | 야나가 사오리 오우코쿠넨 마키타 미치코 타카츠마 타쿠미 | 코이케 사토시                   | 4월 16일       |
| 제3화  | 笑顔は最高のインテリア 미소는 최고의 인테리어                          | 무라코시 시게루 | 스즈키 이쿠       | 시바타 아키히사 키도 코헤이                                     | 아미 케이노스케 오우코쿠넨 | 아미 케이노스케 요코야마 나츠키 | 4월 23일       |
| 제4화  | 食と礼儀に文化あり 밥과 예의에 문화 있으리                             | 와다 소타로     | 슌도 카나         | 徐傳峰                                                          | 하마다 마코토 사토 유키 오우코쿠넨 와타나베 다이키 | 아미 케이노스케 요코야마 나츠키 | 4월 30일       |
| 제5화  | 限りある時間に惜しみないサービスを 한정된 시간 안에 후회 없는 서비스를 | 와다 소타로     | 카타오카 후미아키 | 카타오카 후미아키                                               | 무라타 슌 이노우에 켄타 나가누마 토모야 | 요시무라 모에                   | 5월 7일        |
| 제6화  | おもてなしにはうらもなし 성심성의껏 대접하기                           | 무라코시 시게루 | 우에무라 유타카   | migmi                                                           | 카사사기 아카네 타키 고로 미츠하시 사쿠라코 타카츠마 타쿠미 | 노다 야스유키 요코야마 나츠키   | 5월 14일       |
| 제7화  | お辞儀は深く志は高く 인사는 깊게 뜻은 높게                             | 와다 소타로     | 사에키 쇼지       | 이치이 잇페이                                                   | | 노다 야스유키                   | 5월 21일       |
| 제8화  | おしおきはグー! なかなおりはパー! 벌은 묵! 화해는 빠!                  | 무라코시 시게루 | 후지와라 준       | 후지와라 준                                                     | 마에카와 아오이 오카자키 아키라 마키타 미치코 야나가 사오리 니이무라 쿄코 세이겐 히로코 타카츠마 타쿠미                                                                               | 코이케 사토시                   | 5월 28일       |
| 제9화  | お客様の人生に、今日という栞を 손님의 인생에 오늘이라는 안내서를       | 무라코시 시게루 | 카나사키 타카오미 | migmi                                                           | 츠루 아카네 타키 고로 모리토 마리코 키쿠치 유키 타카츠마 타쿠미 | 요시무라 모에 요코야마 나츠키   | 6월 4일        |
| 제10화 | シーツの白さは心の白さ 새하얀 시트는 깨끗한 마음                       | 와다 소타로     | 스즈키 이쿠       | 카와베 신야 키도 코헤이 카타오카 후미아키 타니모토 요리히로     | 오우코쿠넨 야나가 사오리 마에카와 아오이 오카자키 아키라 이토 마사시 니이무라 쿄코 세이겐 히로코                                                                                      | 아미 케이노스케 요코야마 나츠키 | 6월 11일       |
| 제11화 | 穴は掘っても空けるなシフト! 구덩이를 파더라도 시프트는 비우지 마라!    | 무라코시 시게루 | 랴오 청즈         | 랴오 청즈 슌도 카나 키도 코헤이 세이겐 히로코 타니모토 요리히로 | 무라타 슌 이노우에 켄타 니이무라 쿄코 세이겐 히로코 나가누마 토모야 오우코쿠넨 KAGO 오카자키 아키라 타키 고로 야나가 사오리 마에카와 아오이 츠카모토 아카네 이신영 마키타 미치코 라이 | 노다 야스유키                   | 6월 18일       |
| 제12화 | 銀河一のホテルを目指して 은하 최고의 호텔을 목표로                     | 무라코시 시게루 | 슌도 카나         | 슌도 카나                                                       | 마에카와 아오이 오카자키 아키라 키쿠치 유키 모리토 마리코 츠루 아카네 아미 케이노스케 요코야마 나츠키 타키 고로 야나가 사오리 타카츠마 타쿠미 니이무라 쿄코 이토 마사시 세이겐 히로코 | 코이케 사토시                   | 6월 25일       |